# Casa de la Vila de Riba-roja d'Ebre
La casa de la Vila de Riba-roja d'Ebre és un edifici de Riba-roja d'Ebre (Ribera d'Ebre) inclòs a l'Inventari del Patrimoni Arquitectònic de Catalunya.

## Descripció
És un gran edifici aïllat de planta quadrangular que està compost per quatre crugies. Consta de planta baixa i dos pisos i té la coberta plana. El frontis es compon simètricament segons quatre eixos, definits per obertures d'arc rebaixat, que a la planta baixa són biforades. L'accés principal es fa per un gran portal emmarcat amb pedra, sobre el qual hi ha un finestral amb sortida a un balcó de baranes forjades. La resta de finestrals del primer pis estan acabats amb balustrada. Remata l'edifici un capcer quadrangular i ceràmic molt senzill, dins el qual hi un escut blasonat amb corona mural de vila.
La façana principal presenta carreus a la planta baixa i maçoneria als pisos superiors, amb una cornisa motllurada que defineix els nivells de forjat. La resta de façanes estan arrebossades i pintades.
Va ser reformada durant pels volts del 1970.